# Lawe Loning Gab
Lawe Loning Gab is een bestuurslaag in het regentschap Aceh Tenggara van de provincie Atjeh, Indonesië. Lawe Loning Gab telt 345 inwoners (volkstelling 2010).